# 巴多希
巴多希（Bhadohi），是印度北方邦Sant Ravidas Nagar县的一个城镇。总人口74439（2001年）。

## 人口
该地2001年总人口74439人，其中男性39558人，女性34881人；0—6岁人口13397人，其中男7014人，女6383人；识字率57.42%，其中男性为66.58%，女性为47.02%。